# Diocesi di Quelimane

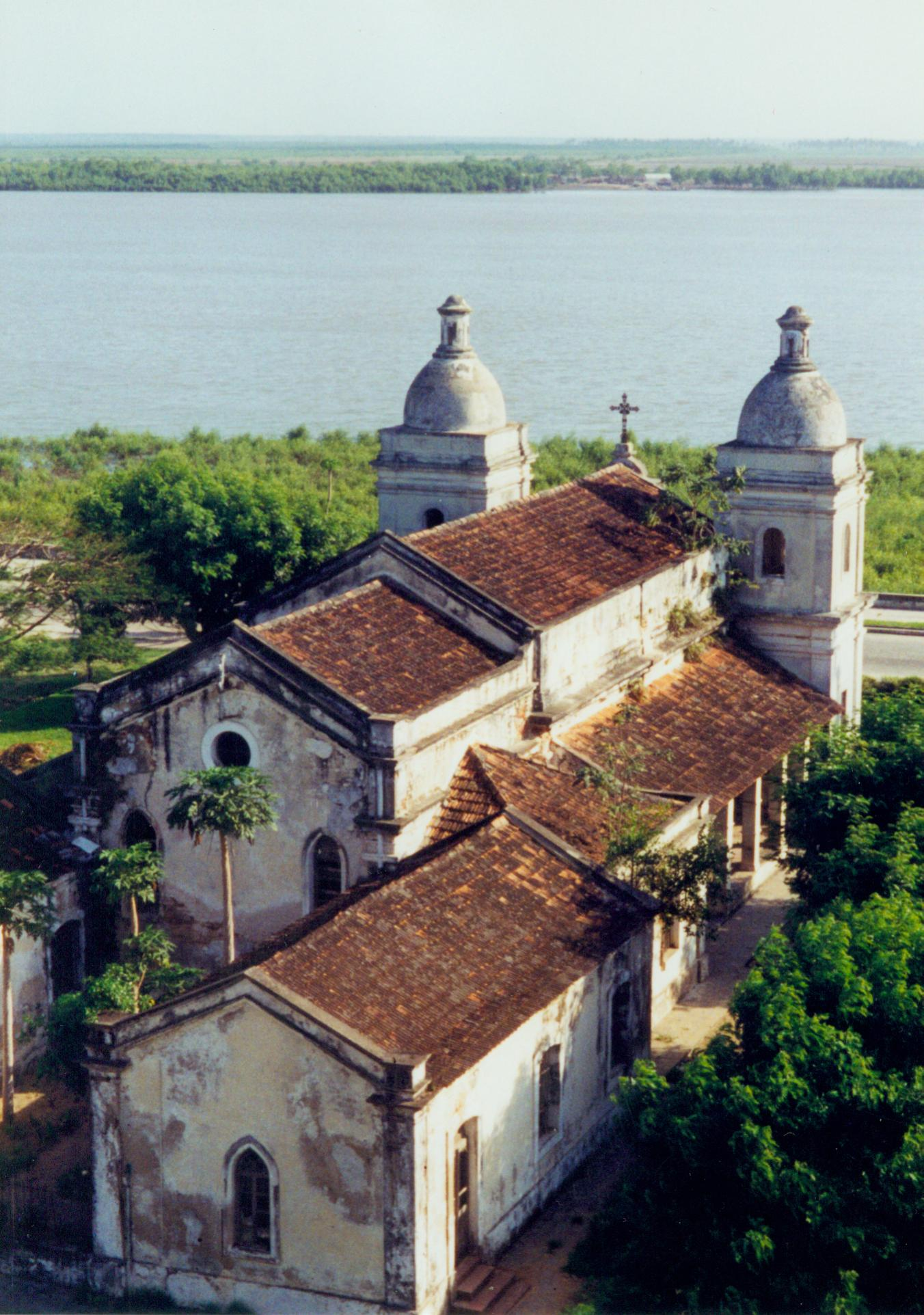
L'antica cattedrale di Quelimane

La diocesi di Quelimane (in latino Dioecesis Quelimanensis) è una sede della Chiesa cattolica in Mozambico suffraganea dell'arcidiocesi di Beira. Nel 2025 contava 1.366.593 battezzati su 3.440.268 abitanti. La sede è vacante, in attesa che il vescovo eletto Osório Citora Afonso, I.M.C., ne prenda possesso.

## Territorio
La diocesi comprende la parte meridionale della provincia di Zambezia in Mozambico.
Sede vescovile è la città di Quelimane, dove si trova la cattedrale di Nossa Senhora do Livramento.
Il territorio è suddiviso in 29 parrocchie.

## Storia
La diocesi è stata eretta il 6 ottobre 1954 con la bolla Quandoquidem Christus di papa Pio XII, ricavandone il territorio dalla diocesi di Beira (oggi arcidiocesi).
Originariamente suffraganea dell'arcidiocesi di Lourenço Marques (oggi arcidiocesi di Maputo), il 4 giugno 1984 è entrata a far parte della provincia ecclesiastica di Beira.
Il 6 dicembre 1993 e il 23 gennaio 2025 ha ceduto porzioni del suo territorio a vantaggio dell'erezione rispettivamente della diocesi di Gurué e della diocesi di Alto Molócuè.

## Cronotassi dei vescovi
Si omettono i periodi di sede vacante non superiori ai 2 anni o non storicamente accertati.
- Francisco Nunes Teixeira † (6 febbraio 1955 - 23 dicembre 1975 dimesso)
- Bernardo Filipe Governo, O.F.M.Cap. † (31 maggio 1976 - 10 marzo 2007 dimesso)
- Hilário Da Cruz Massinga, O.F.M. (25 gennaio 2008 - 11 agosto 2023 nominato vescovo ausiliare di Inhambane[1])
  - Pietro Tosato, O.F.M.Cap., dall'11 agosto 2023 (amministratore apostolico)[2]
- Osório Citora Afonso, I.M.C., dal 25 luglio 2025

## Statistiche
La diocesi nel 2025 su una popolazione di 3.440.268 persone contava 1.366.593 battezzati, corrispondenti al 39,7% del totale.
| anno | popolazione | popolazione | popolazione | presbiteri | presbiteri | presbiteri | presbiteri                | diaconi | religiosi | religiosi | parrocchie |
| anno | battezzati  | totale      | %           | numero     | secolari   | regolari   | battezzati per presbitero | diaconi | uomini    | donne     | parrocchie |
| ---- | ----------- | ----------- | ----------- | ---------- | ---------- | ---------- | ------------------------- | ------- | --------- | --------- | ---------- |
| 1970 | 131.384     | 1.585.634   | 8,3         | 88         | 9          | 79         | 1.493                     |         | 100       | 148       | 6          |
| 1980 | 181.010     | 2.100.126   | 8,6         | 68         |            | 68         | 2.661                     |         | 83        | 65        | 31         |
| 1990 | 280.783     | 2.705.000   | 10,4        | 60         | 2          | 58         | 4.679                     |         | 71        | 46        | 36         |
| 1999 | 543.000     | 2.224.000   | 24,4        | 37         | 10         | 27         | 14.675                    |         | 51        | 80        | 20         |
| 2000 | 563.570     | 2.275.000   | 24,8        | 40         | 11         | 29         | 14.089                    |         | 53        | 65        | 22         |
| 2001 | 532.961     | 700.503     | 76,1        | 50         | 17         | 33         | 10.659                    |         | 62        | 60        | 22         |
| 2002 | 632.900     | 700.600     | 90,3        | 74         | 18         | 56         | 8.552                     |         | 86        | 78        | 22         |
| 2003 | 700.032     | 800.010     | 87,5        | 56         | 18         | 38         | 12.500                    |         | 76        | 82        | 22         |
| 2004 | 714.000     | 816.000     | 87,5        | 57         | 20         | 37         | 12.526                    |         | 73        | 92        | 22         |
| 2010 | 806.000     | 922.000     | 87,4        | 60         | 22         | 38         | 13.433                    |         | 91        | 109       | 22         |
| 2014 | 882.000     | 1.010.000   | 87,3        | 44         | 24         | 20         | 20.045                    |         | 57        | 111       | 23         |
| 2017 | 821.650     | 2.219.900   | 37,0        | 46         | 28         | 18         | 17.861                    |         | 55        | 98        | 21         |
| 2020 | 869.000     | 2.349.600   | 37,0        | 51         | 33         | 18         | 17.039                    |         | 54        | 96        | 24         |
| 2022 | 913.000     | 2.469.000   | 37,0        | 56         | 40         | 16         | 16.303                    |         | 52        | 96        | 26         |
| 2025 | 1.366.593   | 3.440.268   | 39,7        | 73         | 52         | 21         | 18.720                    |         | 29        | 98        | 29         |